# Erebus (vulkaan)
De Mount Erebus is een 3.794 meter hoge stratovulkaan op het eiland Ross in Antarctica en is de zuidelijkste actieve vulkaan ter wereld en ook de actiefste van het continent. De vulkaan heeft twee kraters met in de grootste een permanent lavameer.
De vulkaan heeft een leeftijd van 1,3 miljoen jaar. Hij wordt sinds 1972 geobserveerd en is sinds die tijd vrijwel continu actief. De vulkaan is bedekt met sneeuw, ijs, gletsjers en ijsspleten waar hete gassen uit opstijgen. Op de hogere delen van de berg zijn meer dan honderd ijsgrotten te vinden. Deze zijn ontstaan boven fumarolen waar hete gassen naar buiten komen. Veel ingangen van deze grotten hebben een toren van soms wel tien meter hoog. Deze torens zijn waarschijnlijk ontstaan door hete vochtige luchtstromen die, eenmaal aan de oppervlakte, onmiddellijk bevriezen. In deze grotten zijn kleine ijsvrije stukken te vinden waar mossen en bacteriën te vinden zijn. Mogelijk leven in de diepere delen van de vulkaan micro-organismen, zoals Archaea, die tegen extreme hitte bestand zijn.

## Ontdekking
Op het eiland Ross ligt naast de Erebus ook de Terror (3.262 m), een andere vulkaan. Zowel het eiland als de twee vulkanen werden ontdekt door James Clark Ross in 1841. Ross noemde de vulkanen naar de twee schepen in zijn vloot, HMS Erebus en HMS Terror. De HMS Erebus was op zijn beurt genoemd naar Erebus, binnen de Griekse mythologie de zoon van Chaos.
De top van de Mt Erebus werd in 1908 bereikt door de Nimrod-expeditie van Ernest Shackleton. Ze deden hier vijf en een halve dag over en moesten onderweg 24 uur in hun slaapzakken schuilen vanwege een sneeuwstorm. Eén expeditielid overleefde de beklimming niet.

## Vliegtuigcrash
In 1979 stortte een Nieuw-Zeelands vliegtuig, Air New Zealand-vlucht 901, neer op Mount Erebus, waarbij alle 257 inzittenden om het leven kwamen.